# 黄沙特区
黄沙特區（越南语：／），根据越南法律，是越南岘港市下辖的一个特區。越南宣称对整个西沙群岛（越方称之为“黄沙群岛”）拥有主权，并将整个西沙群岛区域划归黄沙县管辖，但西沙群岛全境于1974年西沙之战后便被中国海军完全占领，越南并未控制西沙群岛中的任何一个岛屿。
1982年12月9日，越南政府批准在西沙群岛（越南原划归和荣县管辖）设立黄沙县，其法定的行政中心为珊瑚岛（越方称之为“黄沙岛”）。与长沙县的设置一样，黄沙县是出于战略方面考虑而设置的。虽然越方没有控制任何一个岛屿，但仍设置县政权，其办公地点设置于岘港市。2025年，黄沙县改制為與坊、社同級別的黄沙特區。
与长沙特区一样，黄沙特区自设立以来，中华人民共和国政府一直拒绝承认该县的合法性。西沙群岛现由中国海南省的三沙市管理。